# 箕輪萌香
箕輪 萌香（みのわ もえか、1992年9月20日 - ）は、茨城県出身のモデル。身長155cm、血液型B型。趣味はピアノ・水泳、特技は少林寺拳法。

## 出演

### テレビドラマ
- 土曜ワイド劇場 おでん屋ぽん太（テレビ朝日）

### 映画
- 特捜戦隊デカレンジャー THE MOVIE フルブラスト・アクション － レスリー星の少女 役

### CM
- バンダイ ナムコ
- 全日空 ポケモンジェット
- ファンケル
- 任天堂 スクリューブレイカー
- 講談社 なかよし
- キリン 午後の紅茶

### VP
- 積水ハウス 夢工場
- 日本自動車普及協会
- 2005年日本国際博覧会
- 日産自動車 プレサージュ

### ポスター
- 主婦の友通販
- 西武園ゆうえんち
- イオン スクールシャツ
- 昭和学園 秀英中学校/高等学校
- 三越百貨店 七五三

### 雑誌
- ピュアピュア
- 進研ゼミ中学講座

### 広告

#### 新聞
- 三井ホーム

#### 雑誌
- NTTドコモ

### その他
- イオン オリジナル自動車（POP）
- 通販生活 ピカイチ辞典(カタログ）
- 福田屋百貨店（チラシ）
- ベネッセコーポレーション（DM）
- エンタメワールド（営業用ツール）
- 2014年　水戸の使